# Reservas de biósfera en Venezuela
Las reservas de Biosfera en Venezuela son sitios reconocidos por UNESCO que innovan y demuestran la relación que puede alcanzar el ser humano con su naturaleza en el afán de conjugar la conservación y el desarrollo sostenible. Actualmente Venezuela cuenta con 2 reservas de biósfera reconocidas por UNESCO. Las dos reservas (Alto Orinoco-Casiquiare y Delta del Orinoco) están asociadas al tercer río más caudaloso del mundo, el Orinoco-Casiquiare; la reserva de Alto Orinoco-Casiquiare tiene más de 8 millones de hectáreas y reserva de Delta del Orinoco tiene más de 1 millón de hectáreas, como lo indica su nombre, está emplazada en su desembocadura.

## Reserva de Biósfera de Venezuela
- Alto Orinoco-Casiquiare (1993): Tiene 8.400.000 hectáreas y está ubicado en los municipios Alto Orinoco y Río Negro, estado Amazonas.
- Delta del Orinoco (2009): Tiene 877.850 hectáreas y está ubicado en el municipio Alto Orinoco, estado Delta Amacuro.